# Anastasija Vertinskaja

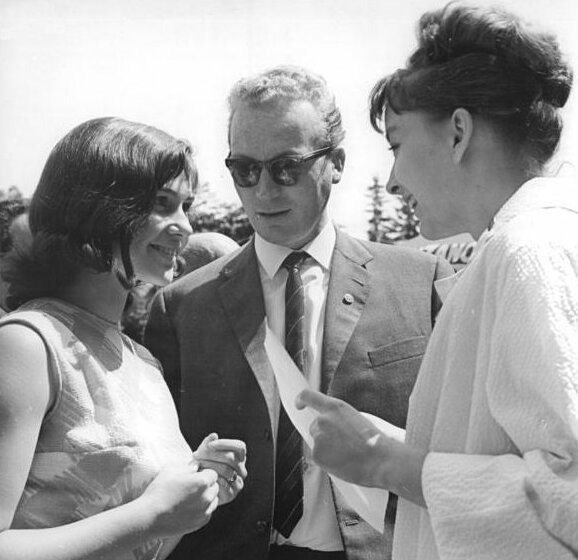
Renate Blume, Frank Beyer och Anastasija Vertinskaja på Karlsbads filmfestival 1964.

Anastasija Aleksandrovna Vertinskaja (ryska: Анастасия Александровна Вертинская), född 19 december 1944 i Moskva, är en sovjetisk och rysk skådespelare. Hon är dotter till estradartisten Aleksandr Vertinskij.

## Filmografi (urval)
- 1994 – Master i Margarita (jfr Mästaren och Margarita)
- 1970 – Förälskade
- 1967 – Anna Karenina
- 1967 – Krig och fred
- 1964 – Hamlet
- 1961 – Alye perusa (Röda segel)